# 濱田城
濱田城（日语：はまだじょう）是一個位於日本石見國濱田（現島根縣濱田市殿町）的城堡，在江戶時代曾是濱田藩的藩廳所在地，於1620年開始築城。濱田城位於濱田市中心的一座被濱田川環繞的高68米的丘陵上。城郭建築在長州征伐時大部分被燒毀。現在濱田城作為城山公園對公眾開放。